# Hadaginal, Muddebihal
Hadaginal là một làng thuộc tehsil Muddebihal, huyện Bijapur, bang Karnataka, Ấn Độ.